# 디노스

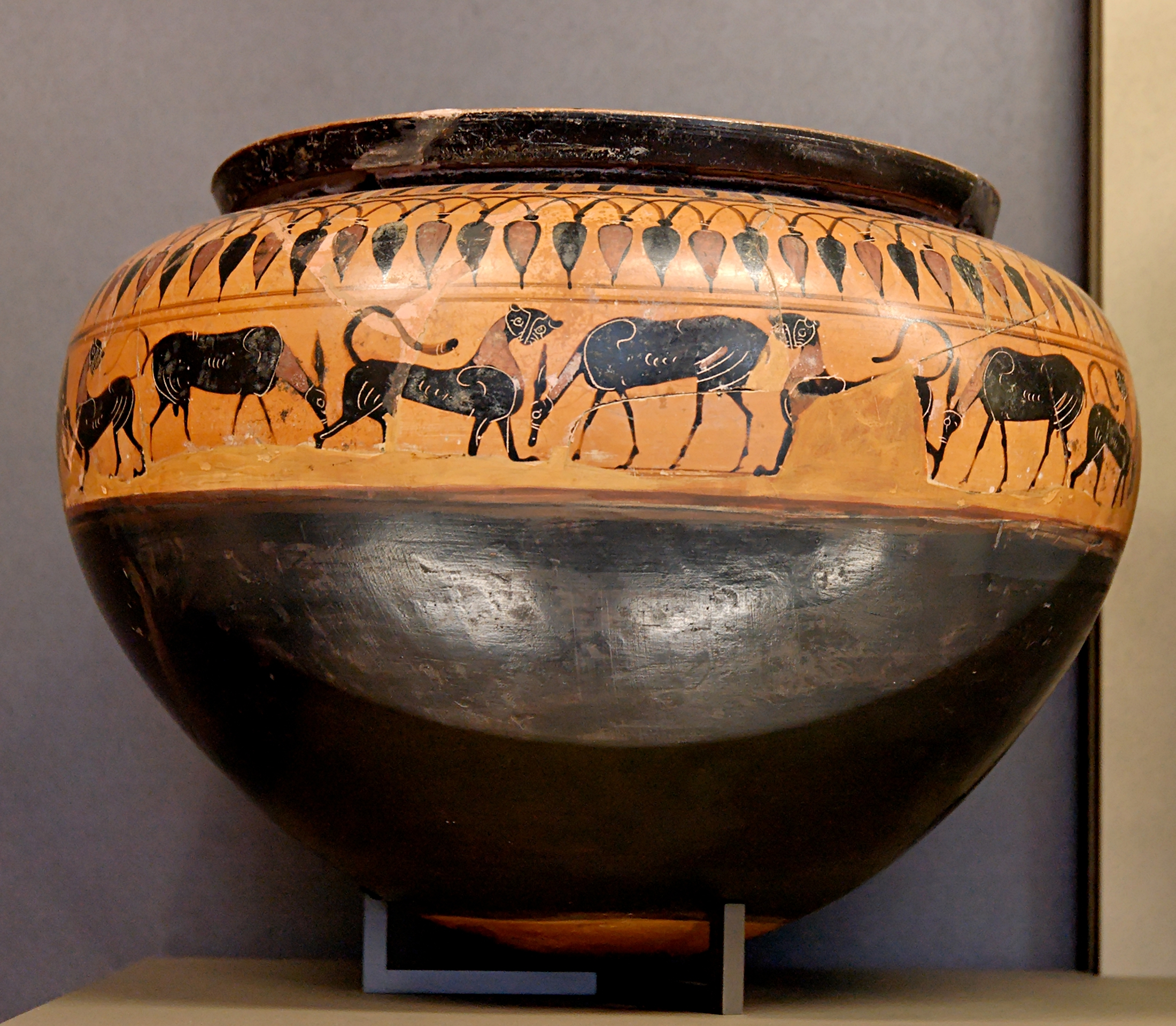
디노스

디노스(Dinos)는 그리스 항아리이다. 손잡이와 받침이 되는 발이 없다.